# Asambleas del Partido Republicano de 2012 en Idaho
Las Asambleas del Partido Republicano de 2012 en Idaho se hicieron el 6 de marzo de 2012 en el llamado Supermartes. Las Asambleas del Partido Republicano fueron unas asambleas, con 32 delegados para elegir al candidato del partido Republicano para las elecciones presidenciales de Estados Unidos de 2012.  En el estado de Idaho estaban en disputa 32 delegados.

## Elecciones

### Resultados
| Asambleas Republicanas de Idaho de 2012 | Asambleas Republicanas de Idaho de 2012 | Asambleas Republicanas de Idaho de 2012 | Asambleas Republicanas de Idaho de 2012 |
| Candidato                               | Votos                                   | Porcentaje                              | Delegados nacionales                    |
| --------------------------------------- | --------------------------------------- | --------------------------------------- | --------------------------------------- |
| Mitt Romney                             | 27,514                                  | 61.6%                                   | 32                                      |
| Rick Santorum                           | 8,115                                   | 18.2%                                   | 0                                       |
| Ron Paul                                | 8,086                                   | 18.1%                                   | 0                                       |
| Newt Gingrich                           | 940                                     | 2.1%                                    | 0                                       |
| Buddy Roemer                            | 17                                      | 0.0%                                    | 0                                       |
| Total                                   |                                         | 100.0%                                  | 32                                      |

| Clave: | Se retiró antes de la contienda |